# Juridiction de Saint-Émilion
La juridiction de Saint-Émilion est un territoire viticole français situé autour de Saint-Émilion (Gironde, région Nouvelle-Aquitaine) dans le vignoble du Libournais, entre Libourne et Castillon-la-Bataille à 35 km au nord-est de Bordeaux, sur le coteau nord de la vallée de la Dordogne. Il s'étend sur 7 846 ha pour une population proche des 6 000 habitants. La juridiction inclut huit communes : Saint-Émilion, Saint-Sulpice-de-Faleyrens, Vignonet, Saint-Pey-d'Armens, Saint-Etienne-de-Lisse, Saint-Hippolyte, Saint-Christophe-des-Bardes, Saint-Laurent-des-Combes.

Carte de la Juridiction (zone inscrite) avec les huit communes.

En 1999, il est inscrit comme bien culturel sur la liste du patrimoine mondial de l'UNESCO. Il s'agit d'un "exemple remarquable d’un paysage viticole et historique qui a survécu intact et en activité jusqu’à nos jours" (critère iii) qui "illustre de manière exceptionnelle la culture intensive de la vigne à vin dans une région délimitée avec précision" (critère iv).